# Lucry

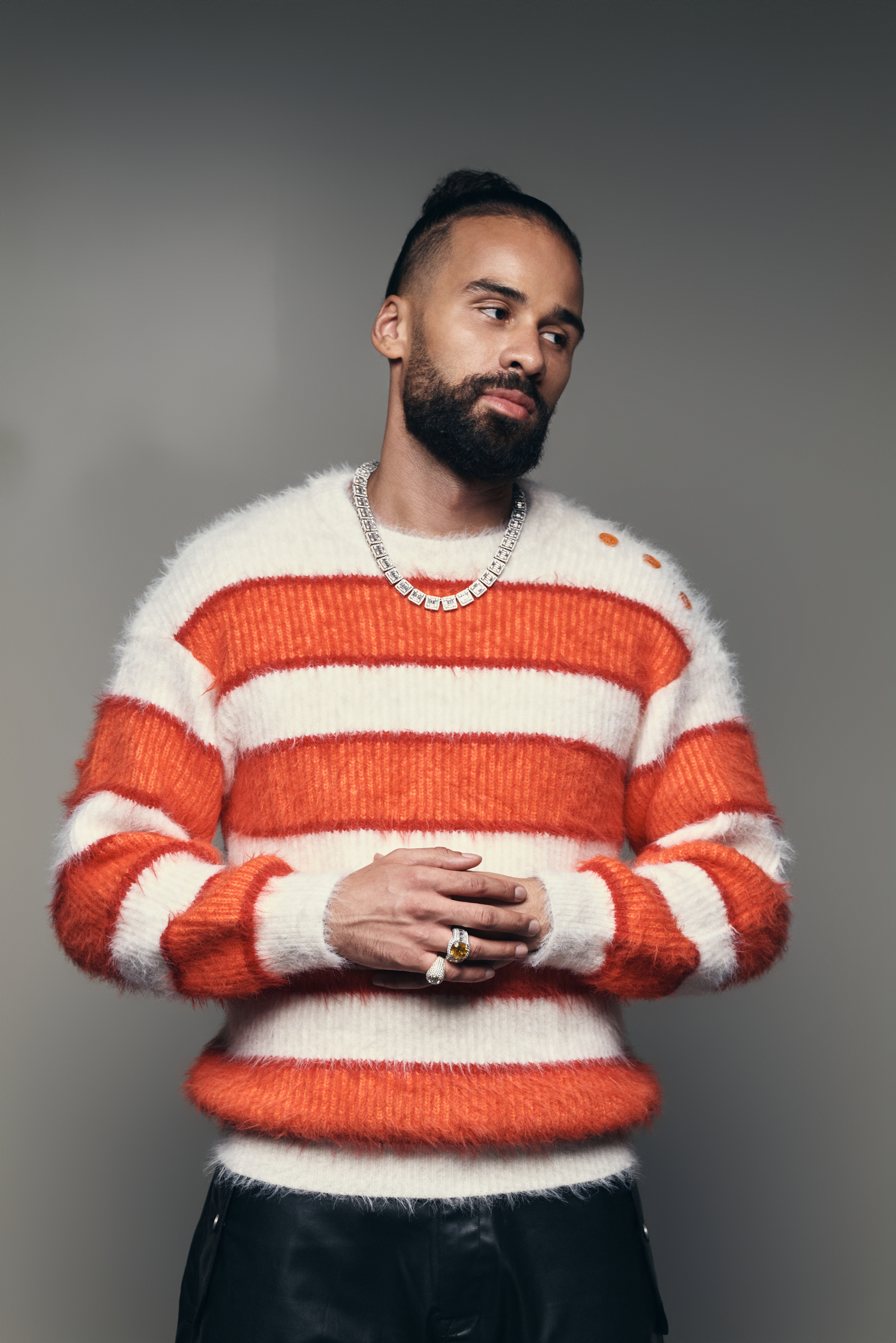
Lucry (2024)

Lucry (* 15. Januar 1990 in Berlin; bürgerlich Luis-Florentino Cruz) ist ein deutscher Musikproduzent kubanischer Abstammung. Er ist seit 2015 vor allem für seine Produktionen im Bereich des Deutschrap bekannt und wurde durch seine Zusammenarbeit mit Künstlern wie der KMN Gang, Capital Bra, Nimo oder Apache 207 bereits mit Gold, Platin und Diamant ausgezeichnet. Seit 2019 tritt Lucry oft in Kooperation mit der Produzentin Suena in Erscheinung.

## Werdegang
Lucry war bereits im Alter von elf Jahren als Rapper und Songwriter aktiv und veröffentlichte 2006 bei dem Major Label Sony BMG sein Debütalbum „El Latino Alemán“. Seine erste Single "AYAYAY" gilt bis heute als erste deutschsprachige Reggaetón-Veröffentlichung und war in der einunddreißigsten Kalenderwoche 2006 der höchste deutschsprachige Neueinstieg in den deutschen Singlecharts. Trotz des Erfolges zog sich Lucry zunächst aus der Öffentlichkeit zurück um sich zunächst auf Schule, Studium und seine Tätigkeit als Songwriter zu konzentrieren.
Neben seinem Masterstudium in Politikwissenschaft, befasste er sich immer mehr mit dem Produzieren von Beats, bevor er sich 2014 dazu entschloss, sich endgültig auf das Produzieren zu konzentrieren. Seitdem konnte er mit diversen Produktionen im urbanen und Pop-Bereich Charterfolge und Auszeichnungen feiern. 2020 wurde der von Lucry und Suena produzierte Song Roller von Apache 207 mit dem Musikautorenpreis für das erfolgreichste Werk des Jahres 2019 ausgezeichnet. Der Titel hat mit über 1.000.000 verkauften Einheiten inzwischen Diamantstatus erreicht.
Gemeinsam mit Suena gewann er 2020 und 2021 den Deutschen Musikautor*innenpreis für das Erfolgreichste Werk und 2022 den Musikautorenpreis der GEMA in der Kategorie Hip-Hop. 2023 folgte der Preis für Popkultur in der Kategorie Lieblingsproduzent.

## Diskografie

### Alben
- 2006: El Latino Alemán

### Singles
- 2006: Ayayay
- 2006: Mi Gata
- 2022: Musik (mit Suena & Capital Bra)
- 2022: 0Uhr26 (mit Suena & Capital Bra)
- 2023: Rosa Rugosa (mit 01099, Blumengarten & Suena)
- 2023: Kaltes Berlin (mit Herbert Grönemeyer & Suena)
- 2024: Really (mit Suena feat. Bonez MC & Young Dolph)

mit Egoland
- 2013: Antination
- 2014: Das kleine Büro
- 2015: Migration

(Co-)Produktionen (Auswahl)
- 2016: Kranke Welt (Hanybal)
- 2016: Vanilla Sky (Hanybal feat. Nimo)
- 2016: Irgendwie Normal (Nimo)
- 2016: Black Domina Day (Nimo)
- 2016: Leck Sibbi (Nimo)
- 2016: Baller Los (Hanybal feat. Bonez MC)
- 2016: Patte Fließt (Azet)
- 2017: Cazal (Zuna feat. Miami Yacine)
- 2017: Guck Mama (Zuna feat. Miami Yacine)
- 2017: No Limit (Azad)
- 2017: Anonym (Yonii)
- 2018: Ziel Halal (Yonii)
- 2018: Lampedusa (Yonii)
- 2018: Gjynah (Azet)
- 2018: Fast Life (Azet)
- 2018: Ayé (Zuna)
- 2018: KMN Member (KMN Gang feat. Azet, Miami Yacine, Nash & Zuna)
- 2018: Feuer (Capital Bra)
- 2018: RS6 (Joker Bra)
- 2019: Super Plus (Azet & Zuna)
- 2019: Puerto Rico (Fero47)
- 2019: NENENE (Fero47)
- 2019: Intro Résumé (Miami Yacine)
- 2019: Roller (Apache 207)
- 2019-20: AP1 bis AP3 (EP-Reihe, Nash)
- 2020: Mit Abstand (Prinz Porno)
- 2020: Wahre Legenden (Prinz Pi)
- 2020: Puta Madre (RAF Camora)
- 2020: Kalinka (Slavik)
- 2020: Matrix (Apache 207)
- 2020: Fame (Apache 207)
- 2020: Sie ruft (Apache 207)
- 2020: Passt mir so gar nicht (Joker Bra)
- 2020: Queen (Yung Kafa & Kücük Efendi)
- 2020: BaeBae (Samra)
- 2020: Blue Jeans (Céline)
- 2020: Sin City (Azet & Albi)
- 2020: Zwei (Azet & Albi)
- 2020: D&G (Azet & Albi)
- 2020: Xhep (Azet & Albi)
- 2020: Woanders (Chapo102)
- 2020: Zeit ist Geld (Kasimir 1441)
- 2020: Emotions 2.0 (Ufo361 feat. Céline)
- 2020: Zu Besuch (Céline)
- 2020: Link Up (Ezhel feat. Kelvyn Colt)
- 2021: Fluch (Azet)
- 2021: Kartenhaus (102 Boyz)
- 2021: Weihnachtslied 2021 (01099)
- 2022: feuer & eis (wavvyboi)
- 2022: dein puls(intro) (wavvyboi)
- 2022: Mein Tee wird langsam kalt (102 Boyz)
- 2022: licht (wavvyboi)
- 2022: 01099 feat. Cro – Glücklich
- 2022: Namika feat. Pajel – Touché
- 2022: Capital Bra – 0uhr26
- 2022: Capital Bra – Musik
- 2023: Unsinn (01099)
- 2023: Herbert Grönemeyer – Kaltes Berlin
- 2023: Bonez MC – So
- 2023: RAF Camora feat. Cro – Bei Nacht
- 2023: Hava – Kako Posle Nas
- 2023: Sam – Ein Sachse (komplette Soundtrack)
- 2023: Tim Bendzko – Phantomschmerz
- 2023: Majan – Krankenwagen
- 2023: Weihnachtslied 2023 (01099)
- 2023: Lucry & Suena feat. Blumengarten & 01099 – Rosa Rugosa
- 2023: Mero feat. Marlo – Rooftop
- 2023: Blumengarten – Gloria
- 2023: Blumengarten – Herz aus Porzellan
- 2023: Blumengarten – Mama
- 2023: Blumengarten – Tisch für Zwei
- 2023: Blumengarten – Neu geboren
- 2023: Blumengarten – Sometimes (outro)
- 2024: In deinem Schatten (Lex, T-Low)
- 2024: Bonez MC – Wenn du mich kennst
- 2024: Bonez MC feat. Juju – Ba$$tard
- 2024: Bonez MC feat. Trettmann – Hab Bock
- 2024: Bonez MC – Mary
- 2024: Herbert Grönemeyer feat. Chapo 102 & Bausa – Alkohol (Remix)
- 2024: Lucry & Suena feat. Bonez MC & Young Dolph – Really
- 2024: Chapo102 – Kellerasseln
- 2024: Milano feat. Lucry & Suena – In anderen Armen
- 2024: Kauta feat. Lucry & Suena – Feuer & Eis
- 2024: Rap La Rue, Ilo 7araga – Luna
- 2024: Weihnachtslied 2024 (01099)
- 2025: 104 (Céline)
- 2025: Karussell (Céline)

## Auszeichnungen
- 2020: Deutscher Musikautor*innenpreis in der Kategorie: Erfolgreichstes Werk des Jahres 2019 (Roller – Apache 207)[8]
- 2020: Eine von insgesamt 4 Diamant-Auszeichnungen in Deutschland für den Song "Roller" von Apache 207
- 2021: Deutscher Musikautor*innenpreis[9] in der Kategorie: Erfolgreichstes Werk des Jahres 2020 (Roller – Apache 207)
- 2022: Deutscher Musikautorenpreis in der Kategorie Komposition Hip-Hop[10]
- 2023: Preis für Popkultur in der Kategorie: Lieblingsproduzent[11]